# Jonas Langmann
Jonas Langmann (* 22. Dezember 1991 in Bad Kissingen) ist ein deutscher Eishockeytorwart, der seit August 2023 beim EV Landshut aus der DEL2 unter Vertrag steht. Zuvor war Langmann bereits sechs Jahre für die Ravensburg Towerstars und drei Spielzeiten für die Fischtown Pinguins Bremerhaven in derselben Liga aktiv. Mit beiden Teams gewann er insgesamt dreimal den Meistertitel der DEL2 und wurde dabei im Jahr 2019 zum wertvollsten Spieler der Playoffs ernannt.

## Karriere
Jonas Langmann erlernte das Eishockeyspielen beim SC Bad Kissingen, für den er zunächst als Feldspieler auflief und erst später auf die Torwartposition wechselte. Von 2005 bis 2007 spielte er in der Schüler-Bundesliga für die Nachwuchsabteilung der Schwenninger Wild Wings. Zur Saison 2007/08 wechselte er zum Iserlohner EC, der für die Nachwuchsteams der Iserlohn Roosters verantwortlich ist. In dieser Spielzeit konnte er mit dem Jugendteam die Deutsche Meisterschaft gewinnen, was zugleich den Aufstieg von der Bundesliga in die Deutsche Nachwuchsliga (DNL) bedeutete. Doch während der DNL-Premierensaison 2008/09 gehörte der Iserlohner EC zu den Teams am Tabellenende. Nachdem die Mannschaft lange Zeit keinen Abstiegsplatz belegt hatte, wurde sie letztendlich vom Krefelder EV überholt, sodass am Ende der sportliche Abstieg zu Buche stand. Nur aufgrund des Aufstiegverzichts des EV Füssen konnte die Klasse gehalten werden.

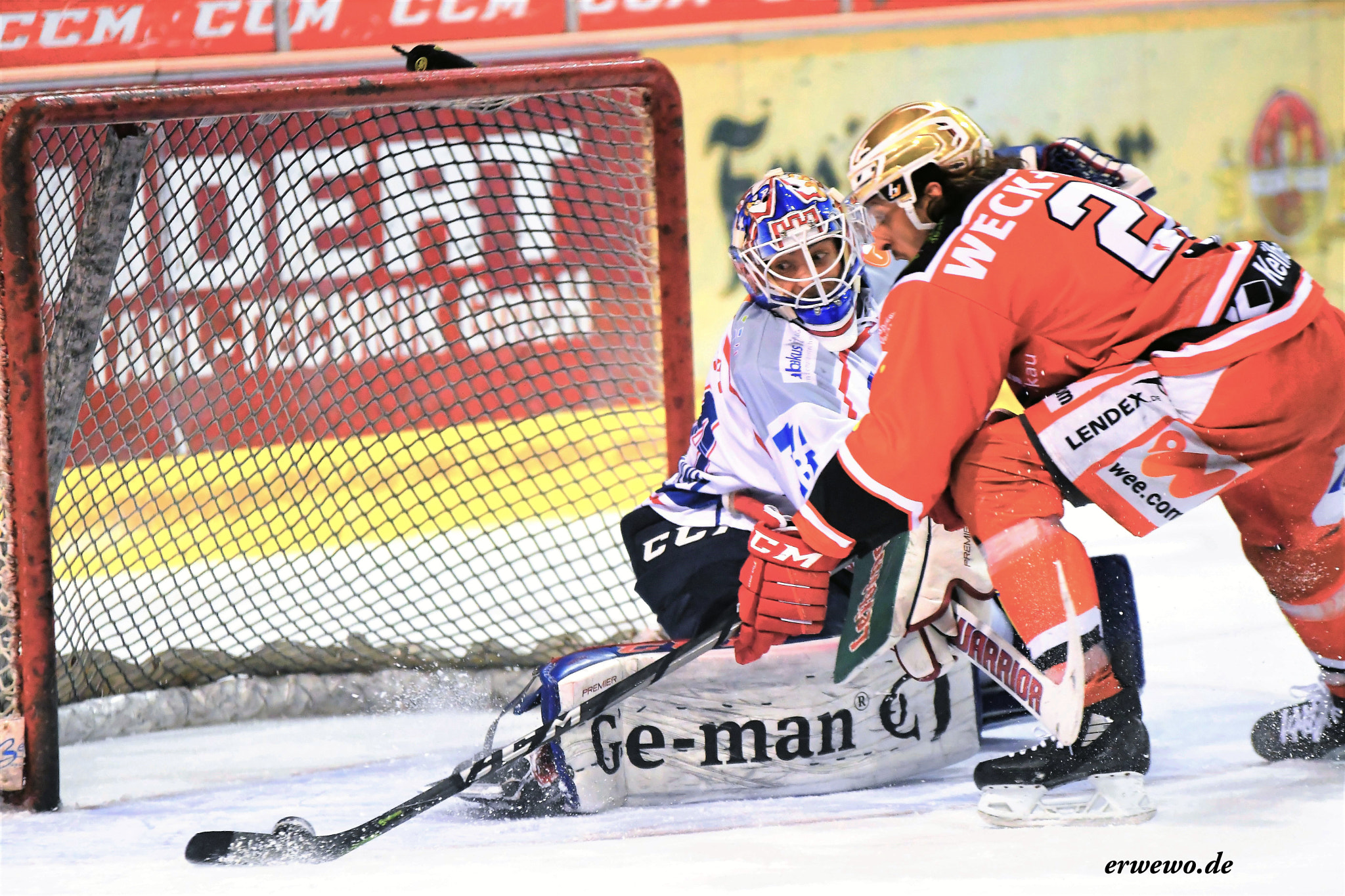
Langmann (hinten) im Trikot der Ravensburg Towerstars im Duell mit Patrick Pohl (2018)

In der Saison 2009/10 stand Langmann als dritter Torwart erstmals im Kader der Iserlohn Roosters in der Deutschen Eishockey Liga (DEL). Nachdem er bereits bei einigen Spielen als Back-up auf der Bank saß, gab Langmann schließlich am 19. Januar 2010 im Heimspiel gegen die Hannover Scorpions sein DEL-Debüt. Er wurde zum letzten Drittel für Sebastian Stefaniszin eingewechselt und konnte 14 von 15 Schüssen abwehren. Mit 18 Jahren und 30 Tagen wurde er zum jüngsten eingesetzten Roosters-Torwart aller Zeiten. Mit dem Königsborner JEC konnte er in der viertklassigen Regionalliga die Meisterrunde erreichen und spielte insgesamt 30 Partien für die Bulldogs. Nach der Saison absolvierte er ein Probetraining bei den U20-Junioren des tschechischen Traditionsklubs HC Sparta Prag. Am 24. Mai 2010 flog Langmann in die Vereinigten Staaten, um sich auf ein Trainingscamp der Lincoln Stars aus der United States Hockey League (USHL) vorzubereiten, kehrte aber später nach Europa zurück und wurde von den Hannover Indians verpflichtet. Zudem erhielt er auch eine Spiellizenz für deren Farmteam, die Hannover Braves. Nachdem Travis Scott die Hannover Scorpions verlassen hatte, erhielt Langmann eine weitere Förderlizenz, um als dritter Torhüter der Scorpions spielen zu können. Am 12. Oktober 2010 debütierte Langmann für die Scorpions in der DEL.
Nach dem zweijährigen Gastspiel bei den Hannover Scorpions mit einer weiteren Leihe zu den Saale Bulls Halle aus der Oberliga kehrte er im Sommer 2012 zu den Hannover Indians zurück, bei denen er die Torhüterposition neben Peter Holmgren einnahm. Ab Mai 2013 stand Langmann bei den Hamburg Freezers aus der DEL unter Vertrag und spielte zunächst per Förderlizenz für die Fischtown Pinguins Bremerhaven in der DEL2, mit denen er im Frühjahr 2014 die Meisterschaft der DEL2 gewann. Ab der Spielzeit 2014/15 gehörte er fest zum Kader der Fischtown Pinguins und überzeugte durch gute Leistungen und Statistiken. Im Verlauf der Saison 2015/16 verlor der Torhüter seine Stammposition aber an Jerry Kuhn. Nachdem die Pinguins im Sommer 2016 in die DEL aufgenommen worden waren, wurde Langmann von den Ravensburg Towerstars als Stammtorhüter verpflichtet. Dort entwickelte er sich mit fortlaufender Zeit zu einem der besten Torhüter der zweithöchsten deutschen Spielklasse.
Nach dem Gewinn der DEL2-Meisterschaft mit den Towerstars im April 2019 und der Auszeichnung als wertvollster Spieler der Playoffs wurde Langmann von den Nürnberg Ice Tigers aus der DEL verpflichtet. Dort erhielt er in der folgenden Spielzeit nur sieben DEL-Einsätze hinter Stammkraft Niklas Treutle, so dass er bereits nach einem Jahr im Sommer 2020 zu den Towerstars in die DEL2 zurückkehrte. Dort musste er sich zunächst mit dem Posten des Ersatzmanns hinter Olafr Schmidt anfreunden. Nach dem Abgang Schmidts zur Saison 2021/22 übernahm Langmann wieder den Status der Nummer 1 zwischen den Pfosten der Towerstars. Im Frühjahr 2023 gewann er mit den Towerstars erneut die DEL2-Meisterschaft, entschied sich jedoch anschließend, innerhalb der DEL2 zu den Bayreuth Tigers zu wechseln. Da die Tigers im Verlauf des Sommers 2023 keine DEL2-Lizenz erhielten, wurde Langmann Anfang August 2023 vom EV Landshut verpflichtet.

## Erfolge und Auszeichnungen
| - 2008 Deutscher Jugendmeister mit dem Iserlohner EC - 2014 DEL2-Meister mit den Fischtown Pinguins Bremerhaven - 2014 Geringster Gegentorschnitt der DEL2-Hauptrunde - 2016 Aufstieg in die DEL mit den Fischtown Pinguins Bremerhaven | - 2019 DEL2-Meister mit den Ravensburg Towerstars - 2019 Wertvollster Spieler der DEL2-Playoffs - 2023 DEL2-Meister mit den Ravensburg Towerstars |

## Karrierestatistik
Stand: Ende der Saison 2024/25
(Legende zur Torhüterstatistik: GP oder Sp = Spiele insgesamt; W oder S = Siege; L oder N = Niederlagen; T oder U oder OT = Unentschieden oder Overtime- bzw. Shootout-Niederlage; Min. = Minuten; SOG oder SaT = Schüsse aufs Tor; GA oder GT = Gegentore; SO = Shutouts; GAA oder GTS = Gegentorschnitt; Sv% oder SVS% = Fangquote; EN = Empty Net Goal; 1 Play-downs/Relegation; Kursiv: Statistik nicht vollständig)